# Johan Cornelissen
Johannes Gerardus Hendricus (Johan) Cornelissen (Arnhem, 22 augustus 1897 – Amsterdam, 3 augustus 1964) was een Nederlands bestuurder en politicus voor de Volkspartij voor Vrijheid en Democratie.

## Levensloop
Cornelissen werd geboren als zoon van Gradus Cornelissen en M.A.L. Sterk. Zijn vader was een kruidenier en Johannes begon zijn carrière als medewerker in zijn vaders bedrijf. Deze baan had hij tot 1919. Daarna begon hij zijn eigen onderneming en was eigenaar van twee winkels. Van 5 juni 1946 tot juli 1962 was Cornelissen lid van de Provinciale Staten van Noord-Holland en van 27 juli 1948 tot 5 juni 1963 was hij lid van de Tweede Kamer der Staten-Generaal. Cornelissen hield zich in de Tweede Kamer onder meer bezig met middenstand, verkeer en waterstaat en volksgezondheid.
Johannes Cornelissen trouwde op 19 juli 1921 in Amsterdam met Alida Geertruida Kapsenberg.

## Nevenfuncties
- Voorzitter van de winkeliersvereniging "Eendracht Maakt Macht" te Amsterdam
- Lid (voorloopig) bestuur Vereeniging ter behartiging van de belangen van de handel in verbruiksartikelen
- Voorzitter van de Federatieve Bond van Winkeliersorganisaties
- Voorzitter van de federatieve bond van vier kruideniersorganisaties
- Voorzitter van de Algemeen Nederlandse Kruideniersbond
- Lid van Huuradviescommissie van kanton Amsterdam
- Lid van de Kamer van Koophandel voor het kleinbedrijf te Amsterdam
- Voorzitter van vakgroep detailhandel in kruidenierswaren

## Ridderorden
- Ridder in de Orde van de Nederlandse Leeuw, 29 april 1959

- Biografisch Portaal: 80145448
- Parlement.com: vg09lkzd26zb